# آئورورا
آئورورا (رومانیایی: Aurora) فیلمی رومانیایی به نویسندگی و کارگردانی کریستی پویو است که در سال ۲۰۱۰ منتشر شد. این فیلم در بخش نوعی نگاه در جشنواره فیلم کن ۲۰۱۰ به نمایش درآمد. از بازیگران آن می‌توان به لومینیتسا گئورگیو، کاترینل دومیترسکو، کلارا وُدا، والنتین پوپسکو و کریستی پویو اشاره کرد.